# 면도기

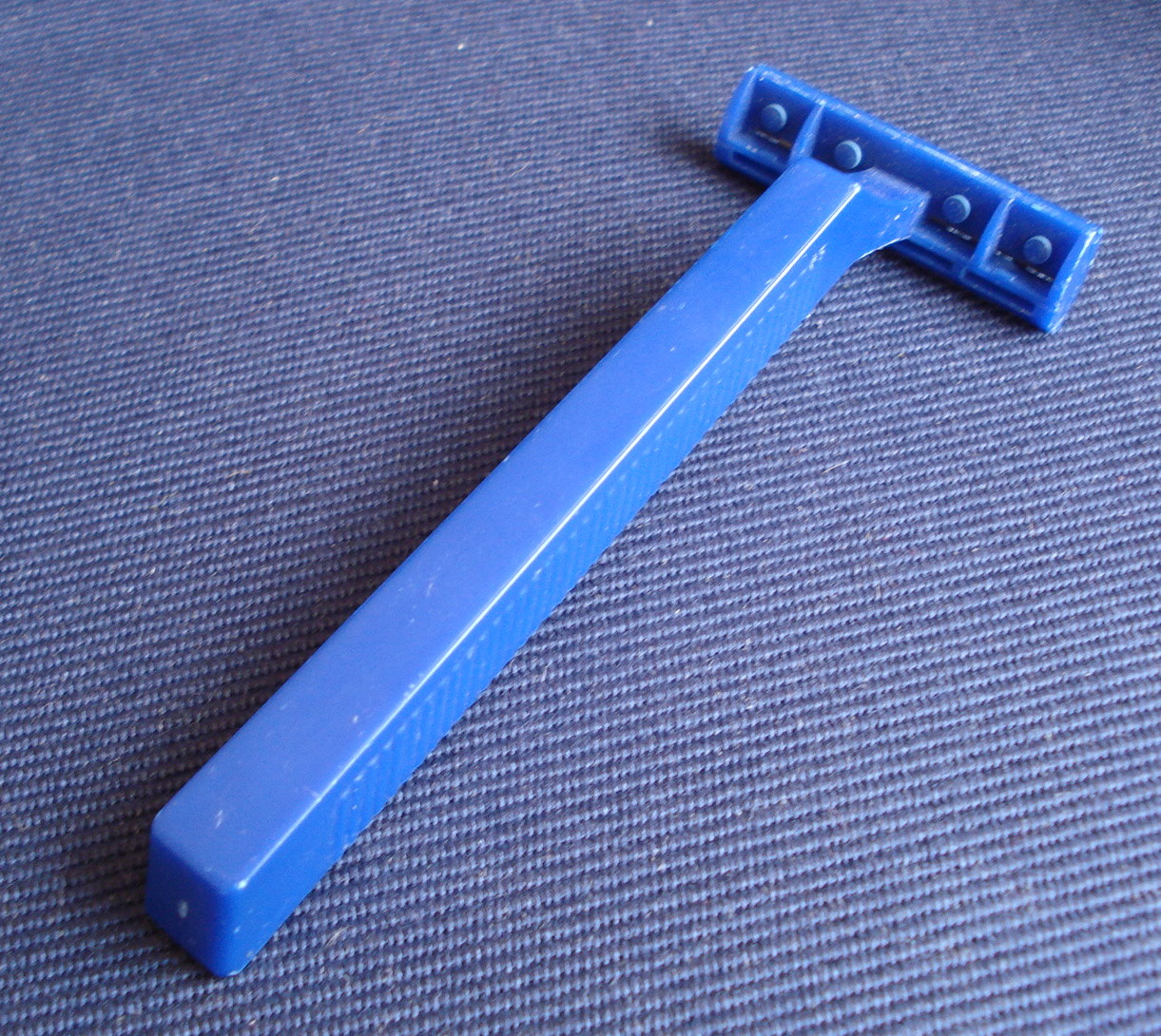
일회용 면도기

면도기(面刀器, 영어: razor)는 주로 얼굴의 잔털과 수염을 제거하는 데 사용하는 도구이다. 1895년 미국의 킹 질레트는 일회용 안전 면도날을 발명했고, 1928년 미국의 군인 출신 발명가 제이콥 쉬크는 전기면도기에 관한 특허를 취득했다. 3년 후인 1931년 최초의 전기면도기가 출시되었다. 종류로는 안전면도기 (Safety razor), 직선날면도기 (Straight razor), 전기면도기가 있다.

## 역사
면도기는 많은 청동기 시대 문화에서 확인되었다. 이것들은 청동이나 흑요석으로 만들어졌으며 일반적으로 타원형이었고 짧은 끝 중 하나에 작은 탱이 튀어나와 있었다.
역사상 다양한 형태의 면도기가 사용되었는데, 모양은 다르지만 사용법은 현대의 직선 면도기와 비슷했다. 선사시대에는 조개껍데기, 상어이빨, 부싯돌 등을 갈아서 면도하는 데 사용했다. 그러한 칼날의 그림은 선사 시대 동굴에서 발견되었다. 일부 부족은 오늘날까지도 여전히 부싯돌로 만든 칼날을 사용한다. 이집트의 발굴 작업을 통해 기원전 4000년까지 거슬러 올라가는 무덤에서 순금과 구리 면도기가 발굴되었다. 면도기는 청동기 시대에 케르마(Kerma)에서 사용 및 제조되었다. 여러 개의 면도기 및 기타 개인 위생 유물이 북유럽의 청동기 시대 매장지에서 회수되었으며 높은 지위에 있는 개인의 것으로 여겨진다. 로마 역사가 리비우스(Livy)는 면도기가 기원전 6세기에 전설적인 왕 루키우스 타르퀴니우스 프리스쿠스(Lucius Tarquinius Priscus)에 의해 고대 로마에 소개되었다고 보고했다.
장식된 손잡이와 속이 빈 갈린 날을 갖춘 최초의 현대식 직선 면도기는 영국 셰필드에서 제작되었다. 18~19세기 영국은 식기 산업의 중심지로 여겨졌다. 벤자민 헌츠맨(Benjamin Huntsman)은 특수 도가니 공정을 통해 1740년에 칼날 재료로 사용하기에 적합한 최초의 우수한 경질강 등급을 생산했지만 영국에서는 처음 거부되었다. 비록 처음에는 민족주의적 정서 때문에 마지 못해 그랬지만 헌츠맨의 프로세스는 나중에 프랑스에 의해 채택되었다. 영국 제조업체는 프랑스보다 이 프로세스를 채택하는 것을 훨씬 더 꺼렸으며 프랑스에서 성공을 본 후에야 채택했다. 셰필드 강철(셰필드 실버 강철이라고도 함)은 고광택 강철로 깊은 광택 마감으로 유명하다. 그것은 우수한 품질로 간주되며 오늘날까지도 프랑스의 티에르 이사드(Thiers Issard)와 같은 제조업체에서 여전히 사용하고 있다.
18세기와 19세기에 부유한 사람들은 면도를 해줄 하인을 두거나 이발소를 방문할 수 있었다. 19세기에는 매일 면도하는 것이 널리 퍼지지 않았다. 일부는 면도를 전혀 하지 않았다. 미국 남성들 사이에서 매일 면도하는 관습은 제1차 세계대전 이후에야 시작되었다. 남성들은 방독면이 제대로 맞도록 매일 면도해야 했다. 이는 전쟁 중 표준 지급품이었던 안전 면도기가 도입되면서 훨씬 쉬워졌다.
직선 면도기는 20세기 이전에 가장 일반적인 면도 형태였으며 1950년대까지 많은 국가에서 널리 사용되었다. 이발사는 고객에게 철저하고 빠른 면도를 제공하도록 특별히 훈련되었으며, 바로 사용할 수 있는 면도기 컬렉션은 대부분의 이발소에서 흔히 볼 수 있다. 현대의 이발사는 여전히 직선 면도기를 사용하지만 사용 빈도는 낮다.
직선 면도기는 결국 유행에서 벗어났다. 직선 면도기에 도전이 되었던 제품은 교체 가능한 칼날을 갖춘 양날 안전 면도기인 킹 C. 질레트(King C. Gillette)가 제조했다. 질레트의 아이디어는 면도기가 손실을 보고 판매되는 "로스리더" 개념을 사용하는 것이었다. 교체 블레이드는 높은 마진을 얻었으며 지속적인 판매를 제공했다. 이들은 면도기의 효율성을 폄하하고 안전성에 의문을 제기하는 광고 캠페인과 슬로건으로 인해 엄청난 성공을 거두었다.
이 새로운 안전 면도기는 사용하는 데 심각한 교육이 필요하지 않았다. 칼날은 날카롭게 하기가 극도로 어려웠고, 한 번 사용한 후에는 버려야 했으며, 버리지 않으면 빨리 녹슬었다. 또한 시간이 지남에 따라 비용이 더 많이 들지만 초기 투자 비용은 더 적게 필요했다. 장기적인 이점에도 불구하고 면도날은 상당한 시장 점유율을 잃었다. 면도가 덜 위협적이 되고 남성들이 스스로 면도를 더 많이 하기 시작하면서 직선 면도기를 제공하는 이발사에 대한 수요가 감소했다.
1960년에는 여러 번 사용할 수 있는 스테인리스 스틸 면도날이 출시되어 안전 면도기 면도 비용이 절감되었다. 최초의 칼날은 셰필드의 유명한 의식용 검 제조사인 윌킨슨(Wilkinson)사에서 제작되었다. 곧 질레트(Gillette), 쉬크(Schick) 및 기타 제조업체는 스테인리스 스틸 칼날을 생산하게 되었다.
그 뒤를 이어 다중날 카트리지와 일회용 면도기가 나왔다. 카트리지 형태의 면도기와 일화용 면도기는 기존의 양날 안전면도기를 제치고 습식 면도의 주력이 되었다.
기존의 습식 이외에도 1930년대에는 전기면도기가 출시되면서 건식 면도도 생겨났다. 전체 직선 면도기 면도 키트의 가격이 값비싼 전기 면도기의 가격을 초과할 수 있지만 이것들은 좋은 직선 면도기의 가격과 맞먹을 수 있다.

## 같이 보기
- 전기면도기
- 면도
- 이발기